# Гилпин, Бетти
Элизабет Фолан Ги́лпин (англ. Elizabeth Folan Gilpin, род. 21 июля 1986, Нью-Йорк) — американская актриса.
Она наиболее известна по роли Дебби «Свободная красотка» Эйган в комедийном сериале «Блеск» (2017—2019), за которую она была номинирована на три премии «Эмми» за лучшую женскую роль второго плана в комедийном сериале. Она также сыграла роль доктора Кэрри Роман в комедийно-драматическом сериале канала Showtime «Сестра Джеки» (2013—2015).
Бетти Гилпин играла одну из главных ролей в телесериале «Сестра Джеки» с 2013 по 2015 год. Кроме этого она появилась в телесериалах «Закон и порядок: Специальный корпус», «Медиум», «Грань», и «Элементарно». Гилпин участвовала в офф-Бродвейских постановках «Heartless», «I’m Gonna Pray for You So Hard» и «We Live Here».

## Ранняя жизнь
Элизабет Фолан Гилпин родилась в Нью-Йорке 21 июля 1986 года, она дочь актёров Джека Гилпина. и Энн Макдоны. Её отец, также епископальный священник, приходится двоюродным братом Дрю Гилпину Фаусту, президенту Гарвардского университета с 2007 по 2018 год. Она выросла в районе Саут-Стрит-Сипорт на Манхэттене, где, по её словам, дом её семьи был «одним из единственных жилых зданий в квартале». Гилпин окончила школу The Loomis Chaffee School в 2004 году и Фордемский университет в 2008 году. Во время учёбы в Фордеме она училась у Дайан Уист.

## Личная жизнь
В 2016 году Гилпин вышла замуж за Космо Пфейла, в ноябре 2020 года у них родилась дочь.

## Фильмография

### Кино
| Год  | Название на русском     | Название на английском | Роль                 | Примечания |
| ---- | ----------------------- | ---------------------- | -------------------- | ---------- |
| 2008 | Смерть в любви          | Death in Love          | молодая модель       |            |
| 2008 | Город призраков         | Ghost Town             | медсестра            |            |
| 2014 |                         | Take Care              | Джоди                |            |
| 2015 | Правдивая история       | True Story             | Шерил Франк          |            |
| 2019 | Ну разве не романтично? | Isn’t It Romantic      | Уитни                |            |
| 2019 | Собачья жизнь 2         | A Dog’s Journey        | Глория               |            |
| 2019 | Али, рули!              | Stuber                 | Бэкка                |            |
| 2020 | Проклятие               | The Grudge             | Нина Спенсер         |            |
| 2020 | Охота                   | The Hunt               | Кристал              |            |
| 2020 | Коффи и Карим           | Coffee & Kareem        | детектив Линда Уоттс |            |
| 2021 | Война будущего          | The Tomorrow War       | Эмми Форестер        |            |

### Телевидение
| Год       | Название на русском                   | Название на английском            | Роль                           | Примечания                                                         |
| --------- | ------------------------------------- | --------------------------------- | ------------------------------ | ------------------------------------------------------------------ |
| 2006      | Закон и порядок: Преступное намерение | Law & Order: Criminal Intent      | Аманда Докерти                 | The War at Home                                                    |
| 2008      | Новый Амстердам                       | New Amsterdam                     | Марика Солоуэй                 | Golden Boy                                                         |
| 2008      | Грань                                 | Fringe                            | Лорейн Дэйзи                   | The Same Old Story                                                 |
| 2009      | Закон и порядок: Преступное намерение | Law & Order: Criminal Intent      | Стэйси Хэйес-Фитцджеральд      | Playing Dead                                                       |
| 2009      | Необычный детектив                    | The Unusuals                      | Эбигейл Аллен / Марго Стэнфорд | The E.I.D.                                                         |
| 2009      | Закон и порядок                       | Law & Order                       | Пэйдж Риган                    | For the Defense                                                    |
| 2010      | Хорошая жена                          | The Good Wife                     | Молли                          | Painkiller                                                         |
| 2010      | Прошлая жизнь                         | Past Life                         | Коррин                         | Dead Man Talking                                                   |
| 2010      | Медиум                                | Medium                            | Ким Клемент                    | Allison Rolen Got Married                                          |
| 2012      | Закон и порядок: Специальный корпус   | Law & Order: Special Victims Unit | Натали Релаис                  | Learning Curve                                                     |
| 2013—2015 | Сестра Джеки                          | Nurse Jackie                      | доктор Кэрри Роман             | Второстепенная роль (сезон 5) Главная роль (сезоны 6—7) 34 эпизода |
| 2015      | Тайны Лауры                           | The Mysteries of Laura            | Изабель Ван Дорен              | The Mystery of the Watery Grave                                    |
| 2016      | Элементарно                           | Elementary                        | Фиона Хелборн                  | 4 эпизода                                                          |
| 2016      | Улица милосердия                      | Mercy Street                      | Элиза Фостер                   | 2 эпизода                                                          |
| 2016      | Мастера секса                         | Masters of Sex                    | доктор Нэнси Лево              | 8 эпизодов                                                         |
| 2017      | Американские боги                     | American Gods                     | Одри                           | 2 эпизода                                                          |
| 2017—2019 | Блеск                                 | GLOW                              | Дебби Иган                     | Главная роль 30 эпизодов                                           |
| 2022      | Газлит                                | Gaslit                            | Мо Дин                         | Главная роль                                                       |
| 2023      | Миссис Дейвис                         | Mrs. Davis                        | Симоун                         | Главная роль                                                       |